# Liste der Bodendenkmale in Uchte
In der Liste der Bodendenkmale in Uchte sind die Bodendenkmale der niedersächsischen Gemeinde Uchte aufgeführt. Die Quelle ist der Denkmalatlas Niedersachsen. 

Uchte im Landkreis Nienburg

Der Stand der Liste ist der 15. Januar 2025.

## Allgemein
In den Spalten finden sich folgende Informationen des Bodendenkmales:
| Lage         | geographische Koordinaten                                                           |
| Bezeichnung  | Bezeichnung lt. Denkmalatlas                                                        |
| Beschreibung | Beschreibung lt. Denkmalatlas                                                       |
| ID           | Objekt-ID                                                                           |
| Bild         | Bild, ggf. zusätzlich mit Link zu weiteren Fotos im Medienarchiv Wikimedia Commons. |

## Darlaten
| Lage                       | Bezeichnung         | Beschreibung | ID       | Bild |
| -------------------------- | ------------------- | --- | -------- | ---- |
| 52° 32′ 7″ N, 8° 50′ 19″ O | Darlaten 8, Schanze | Von einem Graben umgebenes ovales Plateau von ca. 20 × 15 m Durchmesser; Grabenbreite 3 – 5 m; Gesamtdurchmesser ca. 25 × 19 m; Grabentiefe 1 – 1,8 m. Auf dem Plateau ein kleines Gemäuer aus Feldsteinen; Außendurchmesser ca. 3 m, ferner ein Gedenkstein. Über den Außengraben führt eine moderne Brücke auf das Plateau. | 38211706 | BW   |

## Hoysinghausen
| Lage                        | Bezeichnung                | Beschreibung | ID       | Bild |
| --------------------------- | -------------------------- | --- | -------- | ---- |
| 52° 32′ 36″ N, 8° 52′ 50″ O | Hoysinghausen 1, Grabhügel | Durchmesser ca. 14 m und Höhe ca. 0,8 m. Ebenmäßig geformt, Oberfläche schwach abgeflacht, Ränder allmählich auslaufend. | 36808214 | BW   |
| 52° 32′ 33″ N, 8° 52′ 51″ O | Hoysinghausen 2, Grabhügel | Durchmesser ca. 18 m und Höhe ca. 0,8 m, weit, flach, ebenmäßig geformt, allmählich auslaufende Ränder.                  | 36811177 | BW   |
| 52° 32′ 54″ N, 8° 53′ 15″ O | Hoysinghausen 3, Grabhügel | Durchmesser ca. 13 m und Höhe ca. 0,7 m, in der Mitte flache Einsenkung. Rand schwach abgesetzt.                         | 36811067 | BW   |

## Woltringhausen
| Lage                        | Bezeichnung                 | Beschreibung | ID       | Bild |
| --------------------------- | --------------------------- | --- | -------- | ---- |
| 52° 33′ 37″ N, 8° 54′ 59″ O | Woltringhausen 1, Grabhügel | Durchmesser ca. 12 m und Höhe ca. 0,8 m, ebenmäßig gewölbt, flache Einsenkungen, Rand allmählich auslaufend, zum Acker höher als 1 m. Südrand teilweise abgetragen. | 36796563 | BW   |
| 52° 33′ 37″ N, 8° 54′ 55″ O | Woltringhausen 2, Grabhügel | Rest, ca. 8 × 4 m, Höhe 0,6 m. | 37258603 | BW   |
| 52° 33′ 38″ N, 8° 54′ 53″ O | Woltringhausen 3, Grabhügel | Größe ca. 9 × 12 m und Höhe ca. 1 m. | 36796714 | BW   |
| 52° 33′ 38″ N, 8° 54′ 52″ O | Woltringhausen 4, Grabhügel | Durchmesser ca. 13 m und Höhe ca. 1 m, Ränder sanft auslaufend. | 36796765 | BW   |
| 52° 33′ 46″ N, 8° 54′ 13″ O | Woltringhausen 5, Grabhügel | Durchmesser ca. 14 m und Höhe ca. 0,8 m, flach gewölbt. Mitte der Osthälfte abgeflacht, Westhälfte überpflügt. Rand sanft auslaufend.                               | 36795284 | BW   |